# Oulad Ziyan
Oulad Ziyan es una tribu árabemarroquímiembro de la confederación tribal de la región de Shauía en Marruecos. 

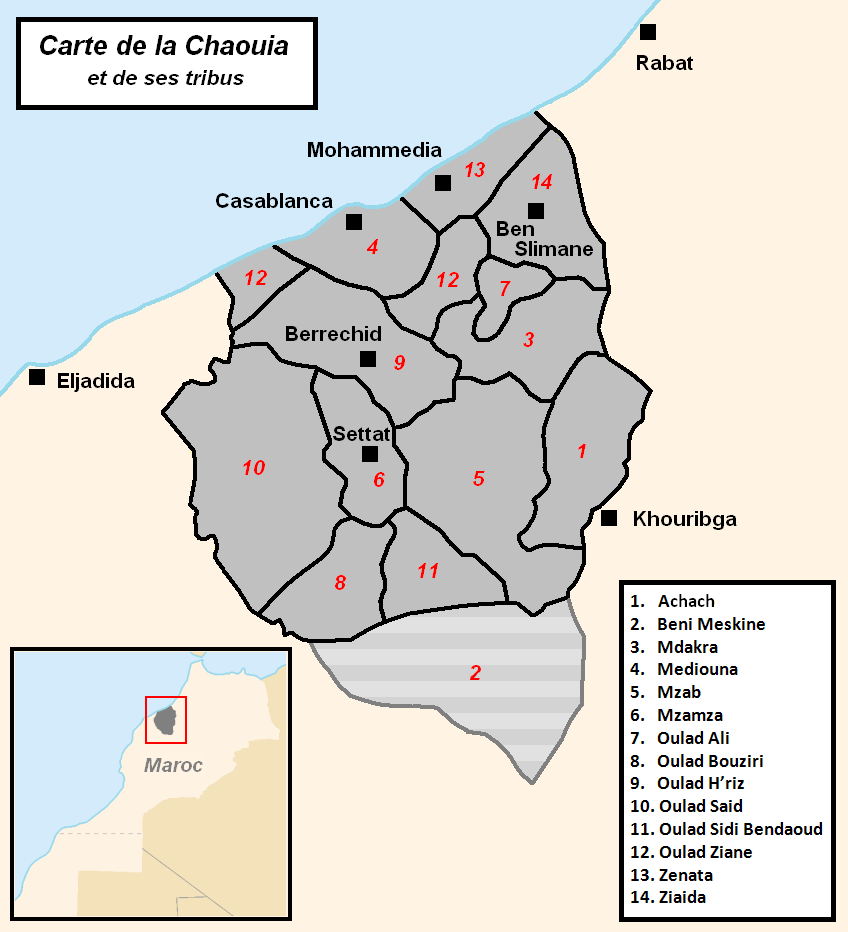

Esta tribu se distingue por el hecho de que sus tierras están divididas en dos partes, una de las cuales está en las afueras orientales de la ciudad de Casablanca, y a veces se les llama Oulad Ziyan Mawalin al-Oued, que significa dueños del valle, porque por sus tierras discurre un valle llamado Wadi al-Maleh, y la segunda mitad se llama Oulad Ziyan al-Soualem, que está al oeste de Casablanca.

## Origen
Los orígenes de la tribu Oulad Ziyan, según el historiador Ibn Jaldún, pertenecen a la tribu árabe los Bani Hilal. Son los {Banu o Oulad significado hijos de} Ziyan bin Askar bin Khalifa bin Al-Nadr bin Urwa bin Zughba  y Zughba es una de las principales tribus de Banu Hilal.